# Xhafer Ypi

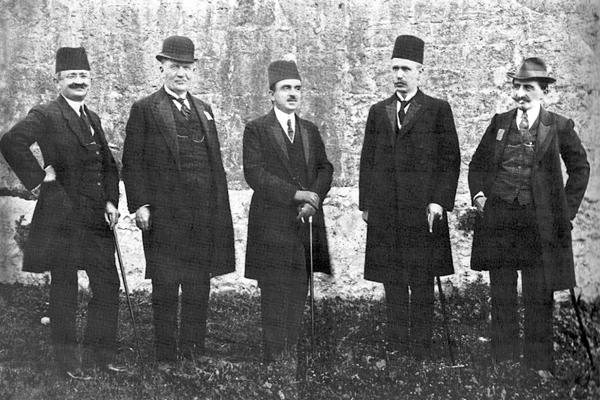
Xhafer Ypi (links) im Jahr 1920 mit Tef Currani, Iliaz Vrioni, Selaudin Shkoza und Kristo Floqi

Xhafer Bej Ypi (ˈdʒafɛɾ ˈbɛj ˈypi; * 1880 in Starja, heute Kreis Kolonja; † Dezember 1940) war ein albanischer Politiker. Er war bektaschitischer Muslim.

## Leben
Ypi wurde im Osmanischen Reich als Sohn des Landbesitzers Asilan und seiner Frau Zavalani geboren. Er absolvierte ein Studium an der Universität von Istanbul.
In den Jahren 1920 bis 1921 war Xhafer Bej Ypi der Innenminister sowie Justizminister des Fürstentums Albanien. Er hatte auch den Posten des Ministers für Öffentliche Bildung inne. Als Vorsitzender der Volkspartei bildete Ypi am 24. Dezember 1921 die albanische Regierung. Er blieb bis zum 26. Dezember 1922 Ministerpräsident und übernahm später in diesem Jahr noch  das Außenministerium.

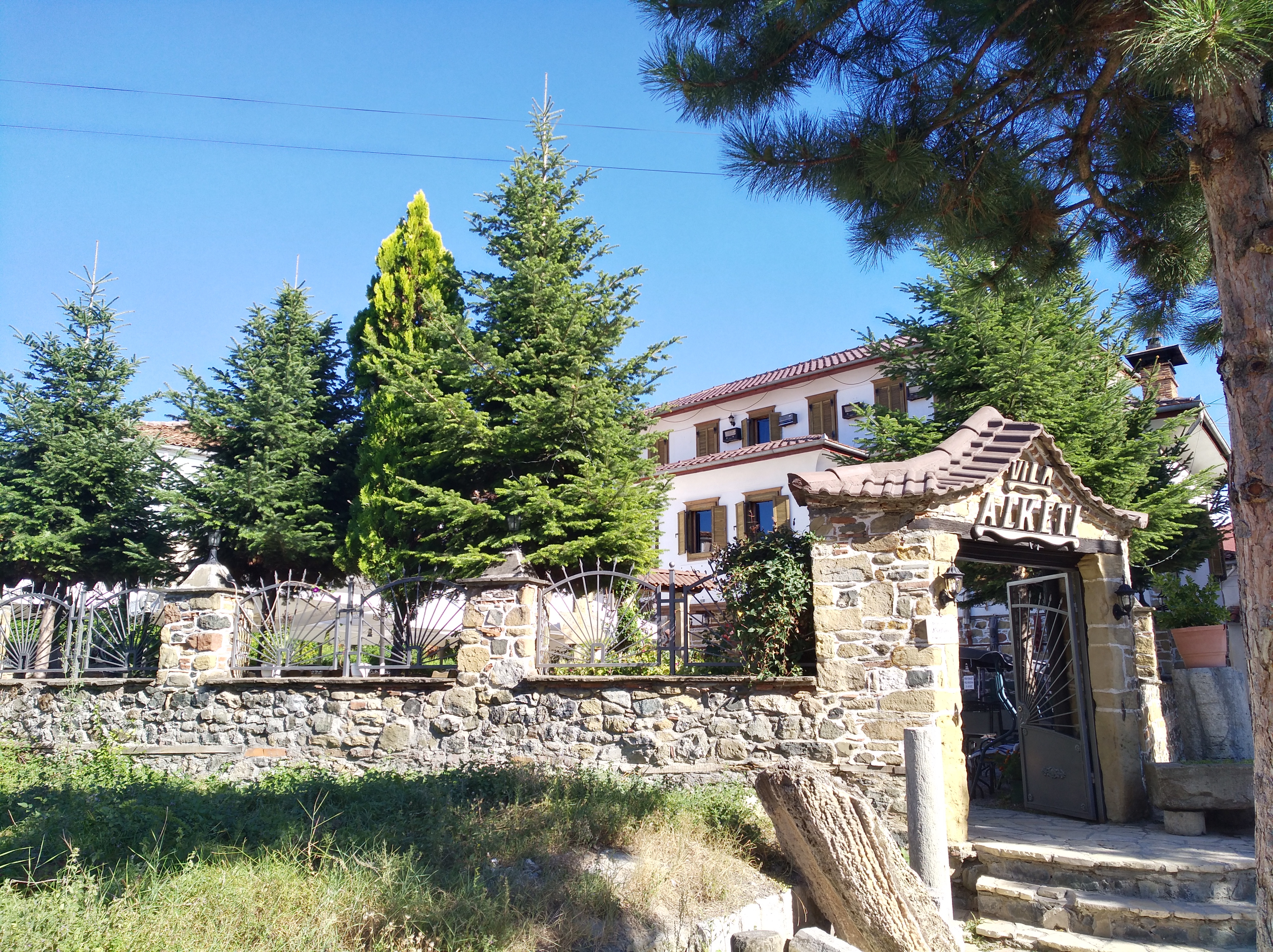
Haus von Xhafer Bej in Korça

Vom 2. Dezember 1922 bis zum 31. Januar 1925 war Xhafer Bej Ypi Mitglied des Hohen Rats, das als Staatsoberhaupt Albaniens amtierte. Im Juni 1924 verließ er wegen der blutigen Revolte von Fan Noli Albanien, behielt seinen Posten allerdings formell weiter.
Während der Zeit von Ahmet Zogus Königreich war Ypi der Chefinspekteur des Königlichen Hofes. Die italienische Besetzung Albaniens sah Xhafer Bej Ypi als Befreiung Albaniens „von der schweren Sklaverei des blutrünstigen Zogu“. Nachdem König Zogu geflohen war, wurde Ypi Vorsitzender und Plenipotentiar für Justiz des Vorläufigen Verwaltungskomitees und damit amtierendes Staatsoberhaupt. Vom 12. April an war er der Justizminister in Shefqet Vërlacis Regierung. Er wurde bei einem Luftangriff durch eine Bombe getötet.
Die Politikwissenschaftlerin Lea Ypi ist die Urenkelin von Xhafer Ypi.